# Perilissus foersteri
Perilissus foersteri là một loài tò vò trong họ Ichneumonidae.